# Heinrich Bulthaupt
Heinrich Alfred Bulthaupt, född den 26 oktober 1849, död den 20 augusti 1905, var en tysk skriftställare.
Bulthaupt blev stadsbibliotekarie i Bremen 1879, och var lyriker, novellist och dramatiker, verksam som Schillerepigon. Han utgav även en framställning av dramat som konstart, Dramaturgie der Schauspiels (1882-1901).